# Пшеница
Пшеница (лат. Triticum spp.) јесте врста житарице које се узгаја широм света. Глобално, она је најважнија зрнаста биљка која се користи за људску исхрану и друга је на лествици укупне производње приноса житарица, одмах иза кукуруза; док је трећа пиринач. Пшеница потиче из подручја Леванта и Блиског истока.
Пшенична зрна су главни прехрамбени производ који се користи за добијање брашна за хлеб, колаче, тестенине итд; и за ферментацију у производњи пива, алкохола, вотке и биогорива. Љуска жита која се одваја при изради брашна назива се мекиња. Пшеница се сеје на одређеном простору као крмно биље, а слама се користити као застирка у стајама и шталама, као грађевински материјал за израду кровова, или за зидање балама сламе.
У 2013. свјетска производња пшенице износила је 713 милиона тона, што је трећа по количини произвођена житарица, после кукуруза (1.016 милијарда тона) и риже (745 милиона тона). Пшеница је 2009. године била друга житарица по количини производње, те године светска производња износила је 682 милиона тона (након кукуруза са 817 милиона тона), а испред риже (679 милиона тона).
Пшеница се убраја у житарице које се узгајају на пољопривредној површини која је међу највећим од свих других врста хране. Светска трговина пшеницом је већа од трговине свим другим житарицама заједно. Глобално, она је водећи извор биљних беланчевина у људској исхрани, јер има виши садржај беланчевина од других значајних житарица, кукуруза и риже. У погледу постотка потрошње за храну од укупно произведене количине, она је тренутно друга главна пољопривредна култура послије риже, а испред кукуруза, што је временом дало могућност да се кукуруз далеко више користи за исхрану домаћих животиња. Археолошки налази наводе да се припитомљавање пшенице први пут десило у подручјима познатим као „Плодни полумесец“.

## Историја
Узгој, наизменично сеање и жетва зрна дивљих трава довела је до настанка одомаћених сојева, као мутираних облика пшенице које су фармери циљано одабирали. Код домаће пшенице, зрна су знатно већа а семе (унутар класића) остаје приљубљено кољену путем очврслих класних вретена (фр. рацхис) током жетве. Код дивљих сојева, много више ломљива класна вретена омогућавају кољену да се лакше „расцвета“ и проспе класиће. Фармери можда нису свесно бирали такве особине, али су се промене једноставно десиле а с њима је и олакшано прикупљање сјеменки. Осим тога, таква спонтана селекција била је врло важан део одомаћивања ових биљака. Као особине које су побољшале пшеницу као извор хране такође су укључивале и губитак природних механизама којим су дивље врсте пшенице распршавале своје семе, док врло „припитомљене“ врсте пшенице готово никако не могу опстати у дивљини.
Узгој пшенице се почео ширити изван „Плодног полумесеца“ тек након 8000. п. н. е. Џаред Дајмонд је проучавао ширење култивираних сорти двозрне пшенице започетих у „Плодном полумесецу“ приближно пре 8800. п. н. е. Археолошке анализе дивље двозрне пшенице показале су да је она први пут култивирана у јужним подручјима Леванта, где су њени остаци датирани у период око 9600. п. н. е. Генетске анализе дивље једнозрне пшенице сугеришу да је она први пут узгојена у планинама Караџа у југоисточној Турској. Датирани археолошки остаци једнозрне пшенице у ископинама насеља у близини тог подручја, укључујући и она код Тел Абу Хурејра у Сирији, указују да се припитомљавање једнозрне пшенице десило у близини планинског ланца Караџа. Уз необичан изузетак два зрна пронађена код Ирак ед-Даба, најранији налаз доказан методом 14C за једнозрну пшеницу остаје код Абу Хурејра око 7800 до 7500. п. н. е.
Остаци пожњевене двозрне пшенице са неколико места у близини ланца Караџа датирани су у период између 8600. п. н. е. (код Чајонја) и 8400. п. н. е. (Тел Абу Хурејра), а то је периоду млађег каменог доба. Уз изузетак Ирак ед-Даба, најраније радиоугљенично датирање припитомљене двозрне пшенице остаје пронађено у најдубљим слојевима Тел Асвада у базену Дамаска, у близини планине Хермон у Сирији. Те остатке су Вилем ван Зајст и његов помоћник датирали око 8800. п. н. е. Такође су закључили да насељеници из Тел Асвада нису сами развили овај облик пшенице, него су је припитомљену донели са собом из још неутврђеног подручја.
Узгајање двозрне пшенице досегло је до данашње Грчке, Кипра и Индије до 6500. п. н. е, до Египта након 6000. п. н. е. те Немачке и Шпаније око 5000. п. н. е. „Стари Египћани су заправо стекли знање справљања хљеба и кориштења пећи, те су његово печење развили у прве индустрије производње хране у великом обиму“. Око 3000. п. н. е. пшеница је досегла Енглеску и Скандинавију. Око хиљаду година касније дошла је и до Кине. Пшеница која се употребљавања за првобитни хлеб била је Triticum aestivum са довољним количинама глутена за хлеб с квасцем, а она је идентифицирана кориштењем ДНК анализе у узорцима из древних силоса, датираних око 1350. п. н. е. у околини Асироса у грчкој провинцији Македонији. Из Азије, пшеница се проширила целом Европом. У Енглеској, слама од пшенице се користила за покривање кровова у бронзаном добу, па све до краја 19. века.

## Генетика
Генетика пшенице је сложенија од већине других одомаћених врста. Неке врсте пшенице су диплоидне, са два сета хромозома, али су многе и стабилни полиплоиди са четири сета хромозома (тетраплоиди) или шест (хексаплоиди).
- Једнозрна пшеница (T. monococcum) је диплоидна (АА, два комплемента са седам хромозома, 2n=14).[1]
- Већина тетраплоидних врста пшенице (нпр. двозрна и тврда (дурум)) су изведене из дивље двозрне пшенице, T. dicoccoides. Сама дивља двозрна је резултат хибридизације између две диплоидне дивље траве T. urartu и дивље јарчеве траве попут Aegilops searsii или Ae. speltoides. Непозната врста траве никад није откривена међу данашњим дивљим врстама траве, али најближи живи сродник јој је Aegilops speltoides. Хибридизација којом је настала дивља двозрна пшеница (ААББ) десила се у дивљини, давно пре њеног припитомљавања,[17] а одвијала се природним одабиром.
- Хексаплоидна пшеница је еволуирала на фармама и пољима. Могуће је да је припитомљена двозрна или тврда пшеница хибридизирана са неком другом дивљом диплоидном травом (Aegilops tauschii) čиме су настале хексаплоидне пшенице, динкел (крупник, Triticum spelta) и обична пшеница (мека пшеница, Triticum aestivum).[17] Оне имају три сета упарених хромосома, три пута више него код диплоидне пшенице.

Присуство одређених верзија гена пшенице важна је за принос ове житарице. Поред мутантних везија гена давно одабраних током одомаћења врсте, постоје и много новије свесне селекције алела који утичу на особине раста. Гени за патуљасти сој, који су први пут кориштени за узгој јапанске сорте Norin 100, дали су пшеницу ниског раста, а која је имала огроман ефекат на њене приносе широм света, постајући један од главних фактора успеха такозване „Зелене револуције“ у Мексику и Азији као иницијативе професора Нормана Борлауга. Гени за патуљасту пшеницу омогућили су да угљеник фиксиран у биљци фотосинтезом буде преусмерен према производњи семена, а такође је дошло до умањења проблема „полегле пшенице“. Легање пшенице се дешава када њена стабљика пада на земљу због ветра те труне, док обилна нитратима богата прехрана пшенице даје виши раст и већу отпорност на овај проблем. До 1997. око 81% подручја под пшеницом у земљама у развоју било је засејано патуљастим сортама пшенице, што је дало повећане приносе и бољи одговор на нитратна ђубрива.

### Хибриди
Пошто је пшеница самоопрашујућа биљка, креирање хибридних варијетета захтева знатни напор. Веома високи трошкови добијања хибридног семена пшенице у односу на њихове просечне користи одвратили су фармере од широке примене хибрида иако развој хибрида траје већ деценијама. Сорте Ф1 хибрида не треба мешати са сортама изведеним помоћу стандардног укрштања биљака. Хетероза односно хибридна снага (раширена код Ф1 хибрида кукуруза) дешава се у обичној (хексаплоидној) пшеници, али је врло тешко добити семе хибридних сорти у комерцијалном обиму као што се то ради код кукуруза, јер су у ботаничком смислу цветови пшенице савршени (тј. прави цветови) што значи да имају и мушке и женске делове цвета (и тучак и прашнике), те се обично самоопрашују. Семе комерцијалне хибридне пшенице се производи користећи хемијска хибридизацијска средства, регулаторе раста биљака (биљне хормоне) који селективно утичу на развој полена или природне системе цитоплазматско-мушке стерилности. Хибридна пшеница имала је ограничен успех на тржиштима Европе (нарочито Француске), САД-а и Јужноафричке Републике.

## У исхрани
Сирова обична пшеница се може млети у брашно, док се млевењем тврде пшенице може добити гриз. Осушена и проклијала пшеница даје слад, а такође се и мрви, реже у ломљену пшеницу, кува на пари, суши у бунгур познат и као крупица. Ако се сирова пшеница изломи на комадиће у млину, како се то обично ради, спољна опна се може користити у разне сврхе, попут мекиња. Пшеница је основни састојак за бројна јела и намирнице, попут разних врста хлеба, каше, крекера, бисквита, палачинки, пита, пасте, колача, торти, мафина, ролата, крофни, бозе (алкохолно пиће), пахуљица и слично.
Порција од 100 грама пшенице даје 327 калорија те је изврстан извор великог броја незамењивих прехрамбених састојака попут беланчевина, дијететских влакана, мангана, фосфора и ниацина (витамин Б3). Такођер присутни су и бројни други витамини из Б групе као и многи минерали. У пшеници је просечно 13% воде, 71% угљених хидрата, 1,5% масноћа и 13% беланчевина.

### Свјетска потрошња
Пшеница се у свету узгаја на више од 218 милиона хектара, што је више од било које друге биљке. Светска трговина пшеницом је већа него трговина свим другим житарицама заједно. Заједно с рижом, пшеница је најосновнија светска прехрамбена намирница. Она се сматра основном компонентом исхране због тога што има изузетно добру агрономску прилагодљивост са могућношћу да расте од готово субарктичких подручја до екватора, те од нивоа мора до висоравни на Тибету, на око 4.000 м изнад нивоа мора.
Осим агрономске прилагодљивости, пшеница нуди и лакоћу и једноставност складиштења зрна и лакоћу његовог претварања у брашно, које је јестива и занимљива намирница са бројним могућностима припреме. Пшеница је један од најважнијих извора угљених хидрата у већини земља света. Беланчевине из пшенице врло лако може да свари готово 99% светског становништва (заправо сви осим особа са поремећајима повезаним с глутеном), као и њен скроб. Мале количине животињских и легуминозних протеина се додају пшеници како би храна заснована на њој била изузетно храњива.

### Здравствени ризик
Целијачна болест погађа 1% до 2% опште популације, али већина случајева остаје непрепозната, недијагнозирана и нелечена. И док је целијачна болест узрокована реакцијом организма на беланчевине из пшенице, она није исто што и алергија на пшеницу. Друге болести које изазива конзумирање глутена су нецелијачна осетљивост на глутен, глутенска атаксија и dermatitis herpetiformis.

## Врсте
Хексаплоидне врсте
- Обична пшеница, крушна пшеница, понегде и мека пшеница (T. aestivum) – хексаплоидна врста која се и највише узгаја у свету.
- Спелта или крупник (T. spelta) – друга хексаплоидна врста култивирана у ограниченим количинама. Спелта се понекад сматра и подврстом обичне пшенице (T. aestivum) с којом је у блиском сродству, а тада би њено научно ботаничко име било Triticum aestivum subsp. spelta.

Тетраплоидне врсте
- Тврда пшеница или дурум (T. durum) – јесте једина тетраплоидна форма пшенице која се данас употребљава у значајнијем обиму, те је друга највише узгајана врста пшенице у свету.
- Двозрна пшеница или емер (T. dicoccon) – јесте тетраплоидна врста која се у античко време знатно више узгајала него данас.
- Хорасанска пшеница (Triticum turgidum ssp. turanicum или Triticum turanicum) јесте тетраплоидна врста пшенице. Она је такође античка врста житарица. Често се под појмом Хорасан мисли на историјско подручје у данашњем Авганистану и североисточном Ирану. Ова житарица је двоструко већа од данашње пшенице, а позната је по свом богатом, донекле орашастом укусу.

Диплоидне врсте
- Једнозрна пшеница (T. monococcum) – јесте диплоидна врста пшенице са дивљим и култивираним варијантама. Ова врста је одомаћена у исто време као и двозрна, али никад није досегла исту важност у људској исхрани.

### Списак врста
- -{[[Triticum aestivum L.}-

## Привреда
Пшенична зрна се класификују према особинама зрна за намену на тржишту производа. Купци пшенице употребљавају класификације да им помогну при одлуци коју пшеницу купити, јер свака класа има своју употребу. Произвођачи пшенице одређују које класе су најпрофитабилније за производњу у одређеном систему производње. Пшеница је широко узгајана јер даје добар принос по јединици површине, добро расте и у умерено кратким сезонама и даје висококвалитетно брашно које се користи у пекарству. Хлеб се углавном прави од пшеничног брашна, али и од других житарица као што су раж и зоб. И многе друге врсте хране се израђују од пшеничног брашна, што резултује великом потражњом за житарицама чак и у земљама са знатнијим вишком хране.

## Фотогалерија
Пшенична поља у Србији